# Szürketorkú légykapó
A szürketorkú légykapó (Myiarchus cinerascens) a madarak osztályának a verébalakúak (Passeriformes) rendjébe, a királygébicsfélék (Tyrannidae) családjába tartozó faj.

## Rendszerezése
A fajt George Newbold Lawrence amerikai üzletember és amatőr ornitológus írta le 1851-ben, a Tyrannula nembe Tyrannula cinerascens néven.

## Alfajai
- Myiarchus cinerascens cinerascens (Lawrence, 1851)
- Myiarchus cinerascens pertinax S. F. Baird, 1860[2]

## Előfordulása
Kanada, az Amerikai Egyesült Államok, Saint-Pierre és Miquelon, Mexikó, Costa Rica, Guatemala, Honduras, Nicaragua és Salvador területén honos.			
Természetes élőhelyei a mérsékelt övi erdők, szubtrópusi és trópusi száraz erdők és cserjések, folyók és patakok környékén, valamint legelők.

## Megjelenése, felépítése
Testhossza 21 centiméter, testtömege 24–31 gramm.
|  |

## Életmódja, élőhelye
Repülő rovarokkal táplálkozik.

## Természetvédelmi helyzete
Az elterjedési területe nagyon nagy, egyedszáma pedig növekszik. A Természetvédelmi Világszövetség Vörös listáján nem fenyegetett fajként szerepel.